# 小行星13788
小行星13788（13788 Dansolander）是一颗绕太阳运转的小行星，为主小行星带小行星。该小行星于1998年10月18日发现。

## 轨道参数
小行星13788的轨道半长轴为2.7221467 UA，离心率为0.232。